# Танах Лот
Танах Лот е скално образувание край индонезийския остров Бали. На него се намира древният индуистки поклоннически храм „Пура Танах Лот“ (Pura Tanah Lot, буквално храм „Танах Лот“), популярна туристическа дестинация.

## Храм „Танах Лот“
Танах Лот на балийски език означава „земя [в] морето“. Намира се в Табанан, на около 20 km северозападно от Денпасар. Храмът е разположен върху голяма крайбрежна скала, която е била непрестанно оформяна от океанските приливи.
Твърди се, че Танах Лот е дело на Данг Хианг Нирарта (Dang Hyang Nirartha) от XVI век. По време на самотните си пътуванията по южното крайбрежие той съзира красивия скален остров и решава да си почине там. Рибари го виждат и му купуват подаръци. Нирарта прекарва нощта на малкия остров. По-късно той казва на рибарите да построят на скалата светилище, тъй като смята, че това е свято място за поклонение на балийските морски богове. Основното божество на храма е Dewa Baruna или Bhatara Segara -  морският бог или морската сила; в днешно време тук се почита също и Нирартха.
Храмът Танах Лот е построен и е част от балийската митология от векове. Храмът е един от седемте морски храма около балийското крайбрежие. Всеки от тях е бил установен в полезрението на следващия, за да образува верига по протежение на югозападния бряг. В допълнение към балийската митология, храмът е значително повлиян от индуизма.
Смята се, че в основата на скалистия остров отровни морски змии пазят храма от зли духове и натрапници. 

### Възстановяване
През 1980 г. скалното лице на храма започва да се руши и районът около и вътре в храма започва да става опасен. Японското правителство предоставя заем на индонезийското правителство от 800 милиарда рупии (приблизително 130 милиона щатски долара), за да запази историческия храм и други значими места около Бали. В резултат на това над една трета от „скалата“ на Танах Лот всъщност е умело прикрита изкуствена скала, създадена по време на финансираната от Япония и контролирана програма за обновяване и стабилизиране. .

## Туризъм
Входните билети струват 20 000 рупии за индонезийски граждани (15 000 за деца), но чужденците трябва да платят три пъти цената или 60 000 Rp (30 000 Rp за деца). За да стигнат до храма, посетителите трябва да преминат през редици от магазини за сувенири, които покриват всяка страна на пътеката надолу към морето. Наоколо има и ресторанти за туристите.

## Местоположение
Тази туристическа атракция се намира в Берабан, Кедири, Табанан, на около 13 километра южно от Табанан.